# 情熱 〜We are Brothers〜
「情熱 〜We are Brothers〜」（じょうねつ ウィー・アー・ブラザーズ）は、Hero Music All Starsのシングル。2012年4月25日にavex entertainmentから発売された。

## 概要
『仮面ライダー×スーパー戦隊 スーパーヒーロー大戦』の主題歌。仮面ライダーシリーズの作品で主題歌・挿入歌を歌唱したことのある歌手と、近年のスーパー戦隊シリーズの作品で主題歌・挿入歌を手がけるProject.Rが歌唱を担当する。

### Hero Music All Starsのメンバー
- 椎名慶治
- 仮面ライダーGIRLS
- 上木彩矢
- TAKUYA
- m.c.A・T
- RIDER CHIPS
- 松本梨香
- 高橋秀幸
- 松原剛志
- 押谷沙樹
- NoB
- サイキックラバー
- 高取ヒデアキ
- 谷本貴義
- 岩崎貴文
- Sister MAYO
- 五條真由美

## 収録曲
1. 情熱 〜We are Brothers〜
作詞：藤林聖子 / 作曲：AYANO / 編曲：RIDER CHIPS、五十嵐"IGAO"淳一、中川幸太郎
2. 情熱 〜We are Brothers〜(movie edit.)
東映配給映画『仮面ライダー×スーパー戦隊 スーパーヒーロー大戦』主題歌
3. 情熱 〜We are Brothers〜(instrumental)

### DVD
1. 『情熱 〜We are Brothers〜』Music Clip
PVの演出は多田卓也。

## バージョン違い
蒸着 〜We are Brothers〜
作詞：藤林聖子 / 作曲：AYANO / 編曲：鳴瀬シュウヘイ /  歌：HERO MUSIC ALL STARS Z（鎌田章吾、仮面ライダーGIRLS、串田アキラ、高取ヒデアキ、高橋秀幸、野村義男、松原剛志、Ricky）
東映配給映画『仮面ライダー×スーパー戦隊×宇宙刑事 スーパーヒーロー大戦Z』主題歌